# Нерухома точка

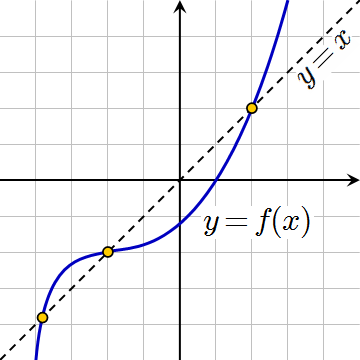
Графік функції з трьома нерухомими точками

Нерухома точка відображення множини в себе — точка, яка відображається сама в себе.
Якщо відображення позначити оператором A, то нерухома точка x задовольняє рівнянню:
{\displaystyle Ax=x\,}.
Зокрема, для функції однієї змінної нерухома точка задовольняє рівнянню
{\displaystyle x=f(x)\,}

## Приклади
Для параболи {\displaystyle y=x^{2}} нерухомими точками є точки {\displaystyle x=0} та {\displaystyle x=1}.